# Бронное (Рогачёвский район)
Бронное (бел. Броннае) — деревня в Тихиничском сельсовете Рогачёвского района Гомельской области Беларуси.

## География

### Расположение
В 9 км на запад от районного центра и железнодорожной станции Рогачёв (на линии Могилёв — Жлобин), 130 км от Гомеля.

### Гидрография
На реке Добрица (приток реки Друть).

## Транспортная сеть
Транспортные связи по просёлочной, затем автомобильной дороге Бобруйск — Гомель. Планировка состоит из прямолинейной улицы, ориентированной с юго-востока на северо-запад и застроенной двусторонне, неплотно, деревянными усадьбами.

## История
В 1704 году упоминается как деревня в составе имения Тихиничи в Речицком повете ВКЛ. В XVIII веке деревня в Тихиничской волости Рогачёвского уезда Могилёвской губернии. С 1882 года действовал хлебозапасный магазин, работала мельница. Согласно переписи 1897 года действовали школа грамоты, питейный дом. В 1909 году 1146 десятин земли.
В 1930 году организован колхоз «Красин», работала кузница. Во время Великой Отечественной войны в июне 1944 года оккупанты сожгли деревню и убили жителя. 29 жителей погибли на фронте. Согласно переписи 1959 года в составе колхоза «Октябрь» (центр — деревня Стреньки). В 1975 году в деревню переселилась часть жителей деревни Маньки (не существует).
До 31 июля 2006 года в составе Запольского сельсовета.

## Население

### Численность
- 2004 год — 29 хозяйств, 55 жителей.

### Динамика
- 1881 год — 58 дворов, 365 жителей.
- 1897 год — 71 двор, 512 жителей (согласно переписи).
- 1909 год — 83 двора, 569 жителей.
- 1959 год — 242 жителя (согласно переписи).
- 2004 год — 29 хозяйств, 55 жителей.